# Édouard Baumann
Édouard Baumann (Parigi, 4 marzo 1895 – Boulogne-Billancourt, 12 aprile 1985) è stato un calciatore francese, di ruolo difensore.

## Carriera

### Club
Gioca per RC de France e CASG Paris.

### Nazionale
Esordisce il 29 febbraio 1920 contro la Svizzera (0-2).